# Fair Grounds Field

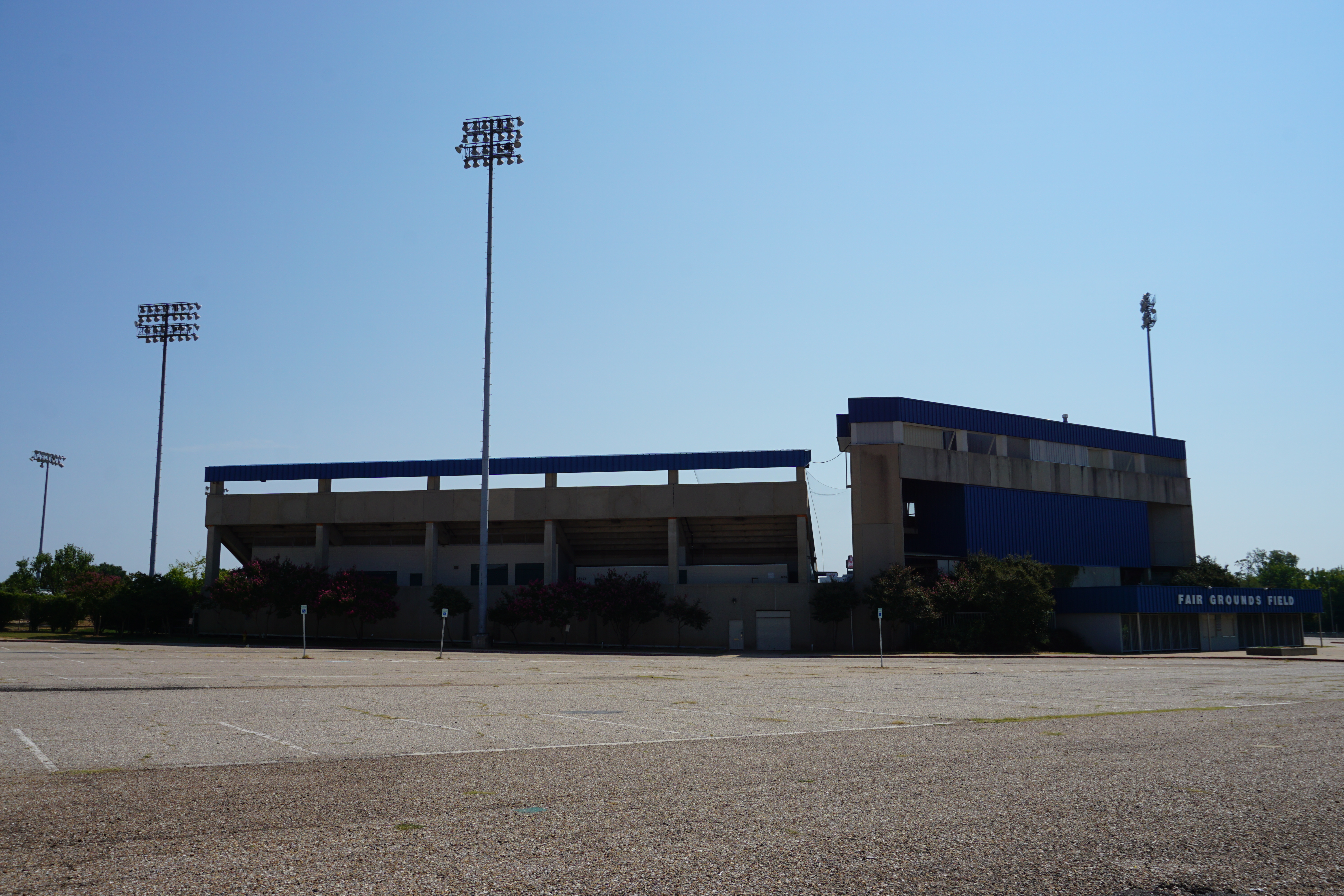
Fair Grounds Field

Le Fair Grounds Field est un stade de baseball, d'une capacité de 4200 places, situé à Shreveport, ville de l'État de Louisiane, aux États-Unis.
Construit en 1986, il a été le domicile de plusieurs clubs de ligue mineure, dont les Captains de Shreveport de 1986 à 2000 et les Captains de Shreveport-Bossier de 2009 à 2011.